# 陈大化
陈大化（?—?），安徽庐江人，是一名清朝政治人物。
陈大化曾于1776年接替韩锡祚任苏松道道员一职，1776年由张廷炳接任。